# Señorita (Justin Timberlake)
Señorita è un singolo del cantautore statunitense Justin Timberlake, pubblicato l'8 aprile 2003 come quarto estratto dal primo album in studio Justified. 
Prodotto dai The Neptunes, è arrivato alla posizione numero 27 della Billboard Hot 100 statunitense e alla numero 13 nella classifica inglese.

## Remix ufficiali
- Album Version — 4:54
- Instrumental — 4:54